# Cabaj-Čápor
Cabaj-Čápor ist eine große Gemeinde im Nitriansky kraj in der Westslowakei. Sie liegt im Donauhügelland (Podunajská pahorkatina) am Bach Cabajský potok, 9 km südwestlich von Nitra gelegen. Neben den zwei offiziellen Gemeindeteilen, Cabaj und Čápor, befinden sich im Umland auch weitere inoffizielle Ortsteile Fízeš, Hrúšťov, Nový Cabaj, Riegler und Pereš.

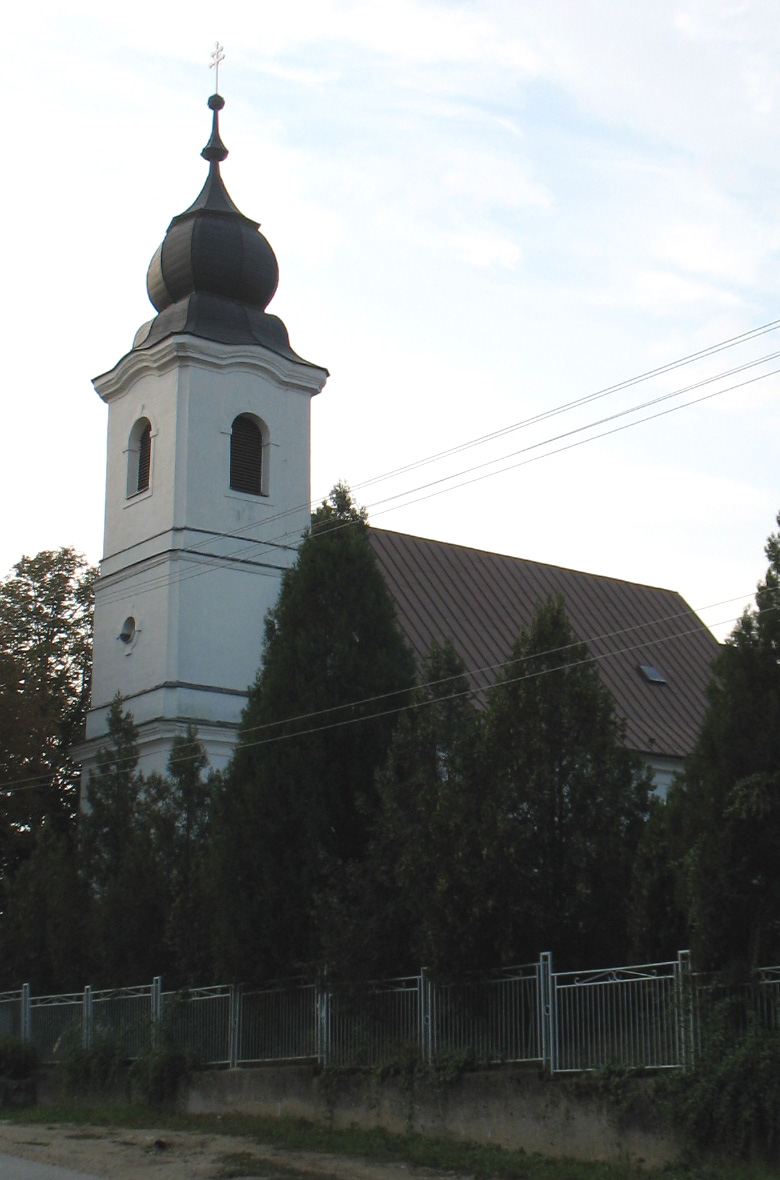
Kirche im Ortsteil Čabaj

Der Ort wurde zum ersten Mal im Jahr 1156 als Copur (Čabaj), bzw. 1246 als Choboy (Čápor), erwähnt. Die beiden Orte lagen bis 1918 im Königreich Ungarn im Komitat Neutra und trugen hier die ungarischen Namen Cabaj und Csápor. Sie wurden im Jahre 1925 zusammengeschlossen, aber im Jahr 1939 wieder getrennt. Zwischen 1948 und 1974 trug Čápor den leicht veränderten Namen Čapor, nach einer Verwaltungsreform 1974 gehören die beiden bis dahin selbstständigen Gemeinden wieder zusammen.

## Bevölkerung
| Jahr:                | 1994. | 2004.   | 2014.    | 2024.   |
| -------------------- | ----- | ------- | -------- | ------- |
| Anzahl der Personen: | 3270  | 3562    | 4042     | 4358    |
| Unterschied:         |       | +8,92 % | +13,47 % | +7,81 % |

| Jahr:                | 2023. | 2024.   |
| -------------------- | ----- | ------- |
| Anzahl der Personen: | 4318  | 4358    |
| Unterschied:         |       | +0,92 % |

## Persönlichkeiten
Berühmte Personen mit Bezug zu Cabaj-Čápor sind:
- Ján Domasta (* 1909, † 1989), slowakischer Kinder- und Jugendbuchautor
- Anton Lehmden (* 1929, † 2018), österreichischer Maler
- Miroslav Stoch (* 1989), slowakischer Fußballspieler